# George Boley
George Eutychianus Saigbe Boley (nascido em 7 de dezembro de 1949) é um político liberiano e ex-senhor da guerra. Ele é membro do grupo étnico Krahn. Boley foi um ministro inferior na administração do presidente William Tolbert, mas seria brevemente encarcerado por suas associações com grupos de oposição. Foi libertado na manhã do golpe militar de 1980 que trouxe Samuel Doe ao poder. Boley mais tarde tornou-se Ministro dos Assuntos Presidenciais e Ministro da Educação no governo do Presidente Doe. Após o assassinato de Doe em setembro de 1990, exilou-se nos Estados Unidos, mas regressou à Libéria e assumiu a liderança do Conselho de Paz da Libéria (LPC), um grupo rebelde que participou da Primeira Guerra Civil Liberiana.
Boley participou nas primeiras eleições presidenciais do país no pós-guerra, realizadas em 19 de julho de 1997. Representando o Partido Nacional Democrático da Libéria (NDPL), obteve apenas 1,26% dos votos.
Após a vitória eleitoral de Charles Taylor, Boley juntou-se à oposição; como senhor da guerra, controlou o sudeste da Libéria depois que uma guerra civil eclodiu novamente. Durante este tempo, numerosos crimes de guerra foram cometidos pelos seus seguidores nesta área. Como líder militar, Boley também utilizou crianças-soldados em suas fileiras, o que levou à sua prisão imediata e acusação como criminoso de guerra após seu retorno aos Estados Unidos em janeiro de 2009. 
Em 2010, Boley foi detido nos Estados Unidos por acusações relacionadas a imigração. O antigo líder do Conselho de Paz da Libéria (LPC), que cometeu abusos dos direitos humanos durante a guerra civil liberiana  na década de 1990, foi deportado para a Libéria em Março de 2012, pelo Serviço de Imigração e Controle de Aduanas dos Estados Unidos da América, que investigou a alegação de direitos humanos e conseguiu a remoção do ex-senhor da guerra dos Estados Unidos. Boley passou dois anos sob custódia estadunidense.
Nas eleições nacionais de 2017, Boley foi eleito para a Câmara dos Representantes na Libéria.